# John Walker (politikus)
John Walker (Albemarle megye, 1744. február 13. – Madison Mills, 1809. december 2.) az Amerikai Egyesült Államok Virginia államának szenátora.